# 顶级大厨：甜蜜世界
《顶级大厨：甜蜜世界》（英語：Top Chef: Just Desserts）是美国一档竞赛真人厨艺秀，它是《顶级大厨》的衍生节目。《顶级大厨：甜蜜世界》于2010年9月15日在美国有线电视频道精彩频道上首播。 《顶级大厨：甜蜜世界》的参赛者们通过一系列的厨艺挑战来赢得最后的奖励，本系列节目主要考验的是参赛者们在糕点和甜品方面的烹饪实力。本节目的制作公司为魔力妖精制作公司（Magical Elves Productions），它同时是《顶级大厨》和《天桥骄子》的制作机构；同时这档节目在美国的发行机构为精彩频道和虎样美国。《顶级大厨：甜蜜世界》的主持人是盖尔·西蒙斯，主裁判则是让·乔治餐厅的首席糕点师约翰尼·尤兹尼。 其他裁判还包括百合花饰餐厅老板兼《顶级大厨：名师荟萃》决赛选手休伯特·凯勒和完美生活指南网站特约编辑达尼埃尔·基里洛斯（Dannielle Kyrillos）。

## 节目形式
《顶级大厨：甜蜜世界》的每一集挑战都分为两个环节：极速挑战（Quickfire Challenge）和淘汰挑战（Elimination Challenge）。极速挑战是一个简短的挑战赛，它通常考验的是参赛者的基本功。而淘汰挑战则是一个相对复杂的挑战赛，它考验的是参赛者在使用特定食材或面对特定顾客需求时所展现出来的创造力、执行力和适应能力。

## 节目内容

### 第一季
《顶级大厨：甜蜜世界》第一季是《顶级大厨》的衍生节目，于2010年9月15日至11月17日在美国精彩电视台首播。
第一季的冠军为伊吉特·普拉（Yigit Pura）。

### 第二季
《顶级大厨：甜蜜世界》第二季共计有10集，自2011年8月24日起开始首播，并于2011年10月26日结束首轮播映。
克里斯·汉默（Chris Hanmer）为第二季冠军。